# Через все времена
| Оценки критиков | Оценки критиков |
| Источник        | Оценка          |
| --------------- | --------------- |
| Darkside        | 7/10            |

«Через все времена» — двенадцатый студийный альбом российской хеви-метал группы «Ария». Второй полноформатный альбом группы с Михаилом Житняковым в качестве вокалиста. Выпущен 25 ноября 2014 года в iTunes и 27 ноября 2014 года на CD.

## История
21 августа Виталий Дубинин на своей страничке ВКонтакте написал: «Вчера дописа́ли финальную песню. Ура!!! Запись нового альбома закончена!»
9 сентября последовало официальное заявление от группы, что альбом выйдет в конце ноября — тогда же должен был состояться третий по счёту «Ария-Фест».
1 октября последовало заявление о том, что альбом будет доступен на iTunes 25 ноября и выйдет на CD 27-го. Тогда же, 27 ноября, прошла автограф-сессия в магазине «Хитзона».
28 ноября прошёл фестиваль «Ария-Фест» в Петербурге, 29 и 30 в Москве, и в свои сет-листы «Ария» включила заглавную композицию (которую выпустила ещё 21 октября).
13 февраля 2015 года группа отправилась в концертный тур, посвящённый выходу альбома и 30-летию коллектива. Московская презентация альбома прошла 28 марта 2015 года в «Ray Just Arena» (ex-«Arena Moscow»).
При создании альбома группа подготовила наработки песни по легенде о Гордиеве узле, однако отложила их. В результате трек «Гордиев узел» был представлен только 30 мая 2025 года и войдёт в готовящийся студийный альбом коллектива.

## Список композиций
| №   | Название               | Текст песни           | Музыка                   | Английское издание            | Длительность |
| --- | ---------------------- | --------------------- | ------------------------ | ----------------------------- | ------------ |
| 1.  | «Через все времена»    | Маргарита Пушкина     | Виталий Дубинин          | Through All Times             | 5:42         |
| 2.  | «Город»                | Пушкина, Сергей Попов | Попов                    | City                          | 7:12         |
| 3.  | «Блики солнца на воде» | Пушкина               | Дубинин                  | Glare of the Sun on the Water | 6:11         |
| 4.  | «Не сходи с ума!»      | Александр Елин        | Попов                    | Don't Go Crazy!               | 5:31         |
| 5.  | «Время затмений»       | Пушкина               | Дубинин                  | Eclipse Time                  | 4:30         |
| 6.  | «Точка невозврата»     | Пушкина               | Михаил Житняков, Дубинин | Point of No Return            | 5:11         |
| 7.  | «Ангелы неба»          | Пушкина, Попов        | Попов                    | Angels of Heaven              | 4:49         |
| 8.  | «Атака мертвецов»      | Пушкина               | Дубинин                  | Attack of the Dead            | 6:51         |
| 9.  | «Зов бездны»           | Пушкина               | Дубинин                  | Call of the Abyss             | 7:41         |
| 10. | «Бегущий человек»      | Игорь Лобанов         | Владимир Холстинин       | Running Man                   | 6:22         |

Бонус-треки
| №   | Название                                | Музыка                                     | Длительность |
| --- | --------------------------------------- | ------------------------------------------ | ------------ |
| 11. | «Точка невозврата» (оркестровая версия) | Житняков, Дубинин, В.Филатов (оркестровка) | 5:16         |

## Клипы
«Точка невозврата» (2015).

## Участники записи
Группа «Ария»
- Михаил Житняков — вокал
- Владимир Холстинин - гитара, клавишные (10)
- Сергей Попов — гитара, акустическая гитара
- Виталий Дубинин — бас-гитара, клавишные (1, 2, 3, 6, 8, 9), бэк-вокал
- Максим Удалов — ударные

Другие участники
- Василий Филатов — оркестровка, звуковой дизайн и сведение 11 трека